# Freycinetia javanica
Freycinetia javanica är en enhjärtbladig växtart som beskrevs av Carl Ludwig von Blume. Freycinetia javanica ingår i släktet Freycinetia och familjen Pandanaceae.

## Underarter
Arten delas in i följande underarter:
- F. j. expansa
- F. j. javanica